# Конституционный надзор
Конституционный надзор — правоохранительная деятельность по обнаружению законов и иных нормативных актов, не соответствующих Конституции. Конституционный надзор выносит требование отменить акт, признанный неконституционным, органу, принявшему данный акт (или вышестоящему по отношению к нему органу).
Назначение конституционного надзора заключается в систематическом слежении за соответствием законов и правовых актов действующей Конституции государства. Как правило, осуществляется по сообщениям о нарушениях, которые уже имеют место.
Конституционный надзор разделяется на предварительный и последующий.

## История конституционного надзора в России
История конституционного надзора берет своё начало 1 декабря 1988 года, когда в ст. 125 Конституции СССР были внесены изменения. Законодательно вводился специальный орган, ответственный за соблюдение Конституции — Комитет конституционного надзора СССР (ККН СССР).
В составе изначально были 23 высококвалифицированных специалиста в области права и политологии (в том числе, представители от каждой из 15 союзных республик). Съезд народных депутатов СССР должен был избирать членов Комитета конституционного надзора СССР, однако после принятия 23 декабря 1989 года II Съездом народных депутатов СССР закона «О конституционном надзоре в СССР», дальнейшее избрание членов ККН СССР (число которых увеличилось до 25) было поручено Верховному Совету СССР. Комитет конституционного надзора СССР был полностью укомплектован только в мае 1990 года.
Комитет конституционного надзора СССР проверял конституционность целого ряда документов: законопроектов и законов СССР, актов Генерального прокурора СССР и ряда других нормативных актов. Всего за время существования Комитета конституционного надзора СССР с мая 1990 года по декабрь 1991 года им было принято 23 решения, среди которых были и довольно смелые, например, признание неконституционности разрешительного порядка прописки.
26 декабря 1991 года Комитет конституционного надзора СССР по собственной инициативе прекратил своё существование. Таким образом, Комитет конституционного надзора СССР является единственным государственным органом СССР, который не был распущен в связи с прекращением существования СССР.
Позже, конституционный надзор стал осуществляться Конституционным судом Российской Федерации.

## Предварительный конституционный надзор
Сущность предварительного конституционного надзора заключается в проверке конституционности (отсутствии противоречий Конституции) законов и иных нормативных актов, которые находятся на стадии слушания, перед последующим принятием законодательным (представительным) или иным органом государственной власти, обладающим законодательной инициативой. При этом выносится предписание на устранение конкретного неконституционного элемента в законе или ином нормативном акте.

## Последующий конституционный надзор
Сущность последующего конституционного надзора заключается в систематическом наблюдении за соответствием законов и иных нормативных актов Конституции. Осуществляется данная деятельность как по собственной инициативе уполномоченного на то органа, так и по сообщениям об имеющих место нарушениях. При этом, при проведении последующего конституционного надзора невозможно лишить неконституционный акт юридической силы. Это осуществляется только при проведении конституционного контроля.

## Конституционный надзор в зарубежных государствах
В зарубежных государствах также существует конституционный надзор. Его объектами в таком случае могут быть обычные законы, международные договоры, поправки к Конституции, регламенты палат, нормативные акты исполнительных органов власти (в тех странах, где нет системы Административной юстиции).
Конституционный надзор в зарубежных государствах может осуществляться:
- Всеми судами общей юрисдикции (например, Аргентина, Мексика, США и др.)
- Специальными конституционными судами, с главной функцией конституционного надзора (например, Австрия, Италия, Турция и др.)
- Верховным судом, являющимся высшей судебной инстанцией (например, Австралия, Индия, Швейцария, ЮАР и др.)
- Особым органом несудебного характера (например, Конституционный совет Франции)

Главное отличие конституционного надзора в зарубежных государствах от конституционного надзора в Российской Федерации заключается в том, что за рубежом органы конституционного надзора большинства стран могут лишить закон или иной нормативный акт юридической силы. В Российской Федерации конституционный надзор не обладает такими полномочиями. Это полномочия конституционного контроля.